# Кашира
Каши́ра — одне з найстаріших (з 1356) міст Московської області РФ, розташоване за 115 км на південь від Москви, пристань на високому правобережжі р. Ока, адміністративний центр Каширського району. Місто обласного підпорядкування. Є одним з центрів Ступіно-Каширської агломерації. Залізнична станція на лінії Москва-Павелецька — Донецьк.
Населення 39 330 осіб (2009).
| 1825  | 1859  | 1897  | 1901  | 1917  | 1926 |
| ----- | ----- | ----- | ----- | ----- | ---- |
| 2000  | 3000  | 4000  | 5500  | 4600  | 7500 |
| 1939  | 1959  | 1964  | 1970  | 1979  |      |
| 17400 | 22200 | 39000 | 43900 | 44200 |      |

## Герб міста

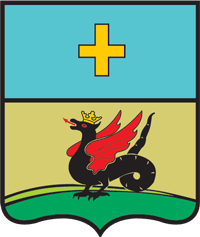
Герб (1778)

Геральдичний опис гербу Кашири, затвердженого в 1778, голосить: «Щит, розрізаний навпіл горизонтальною лінією: у верхній частині щита в лазоревому полі золотий крест, а в нижній частині в срібному полі чорний з червленими крилами і увінчаний золотим вінком дракон, що представляє герб Казанський, у нагадування, що сей град при Великому Князі Василії Івановичу був даний Абдил Летіфу, царю Казанському; а верхня частина щита показує, що він і тоді не виходив з-під Російської держави».

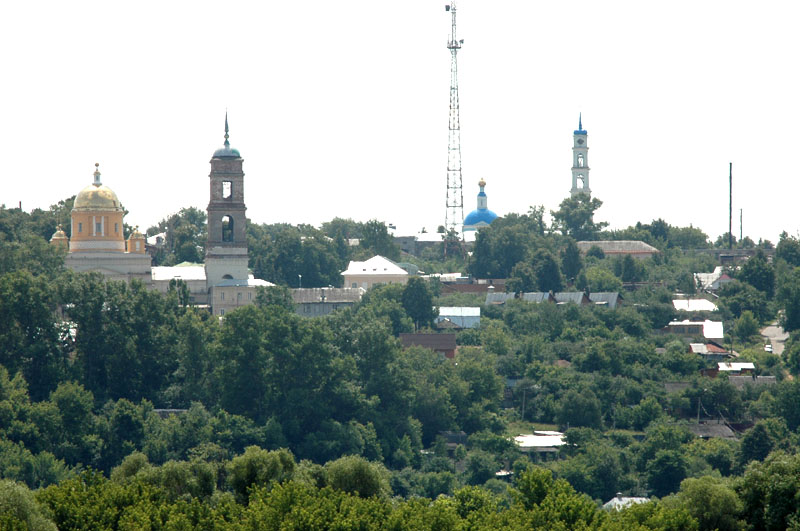
Вигляд центральної частини міста з протилежного берега Оки

## Історія

### Стара Кашира (до початку XVII століття)
Своєю назвою Кашира зобов'язана річці Каширці, біля гирла якої в Оку на лівому, пологому березі Оки спочатку розташовувалось місто. Кашира вперше згадується в 1356 в духовній грамоті сина Івана Калити московського князя Івана II Красного як село, заповідане ним своєму сину Дмитру. А в 1355 єпископ Коломенський Афанасій титуловався також «Каширським». В 1480 Кашира вже була містом, яке Іван III приказав спалити, не надіючись захистити його від очікуваного набігу татарського хана Ахмата. В 1483 за договором між рязанським і московським князями Кашира остаточно переходить під владу Москви. В 1498 західніше Кашири був заснований Троїцький Білопісоцький монастир. В 1497—1526 Каширою володіли колишні казанські татарські царі, які підтримували московського князя. В 1517 на місто був здійснений перший набіг кримських татар, після чого до кінця століття Кашира пережила більше 20 набігів. В 1531 в Каширі збудована фортеця: земляний вал з дерев'яними укріпленнями. Найбільш руйнівний набіг кримських татар відбувся в 1571. Після набігів, епідемії чуми и военных действий 1607—1611 гг. Кашира запустела и больше на своём месте не відновлювалась. Сьогодні на цьому місці села Городищі і Стара Кашира.

### XVII—XVIII століття
В 1619 Кашира відбудована знову — вже на правому березі Оки, де до 1629 зведений земляний вал з дерев'яною фортецею, що служив одним з опорних пунктів Великої Засічної лінії. В другій половині XVII століття оборонна роль Кашири поступається місцем торгівлі. В 1708–1777 входила в склад Московської губернії, з 1777 — повітове місто Тульського намісництва, з 1796 — Тульської губернії. В 1779 Кашира отримує регулярний план з прямокутною сіткою кварталів, при цьому головна вулиця орієнтується на ансамбль Білопісоцького монастиря, розташованого за Окою. На крутих схилах регулярне планування здійснити не вдалось.

### XIX століття

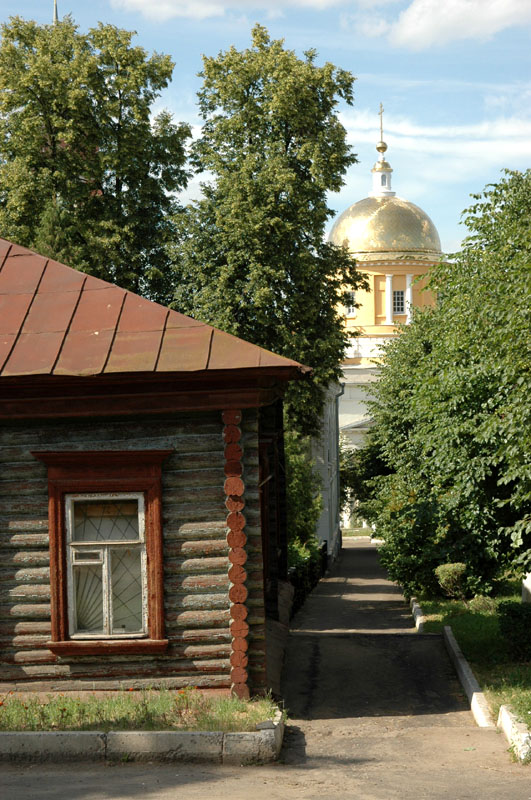
Баня Успенського собору

В першій половині XIX ст. Кашира була важливим торговим центром. В місті розгорнулось кам'яне і дерев'яне будівництво, будуються церкви і житлові будинки в стилі класицизм. Мешканці займаються садівництвом і городництвом, а також дрібнокустарним виробництвом. З проведенням у 1860-х рр. в стороні від Кашири Курської і Рязанської залізниць, торгівля в місті дуже скоротилась. В 1884 в місті заснований Олександрівський-Нікітський жіночий монастир. Розвиток міста відновлюється тільки в 1900 році, коли в безпосередній близкості будуються Павелецька залізниця і станція Кашира.

### Початок XX століття
Восени 1918 в околицях Кашири відбувалися повстання селян, незадоволених насильницьким вилученням хліба. В 1919—1922 за 5 км від міста збудована Каширська ГРЕС. У травні 1923 Кашира передана в Московську губернію, а в 1929 стала районним центром Московської області.

### 1941 рік
Під час Другої Світової війни в листопаді 1941 року після обходу німецькими військами Тули Кашира опинилася в зоні воєнних дій. В результаті прориву німців 24 листопада, до кінця наступного дня передові частини 2-ї танкової армії групи армій «Центр» з'явились за 3 км від міста біля радгоспа Зендіково. Місто піддається нальотам німецької авіації. Але закріпитися їм там не вдалось, і 27-29 листопада під контрударами 1-го кавалерійського корпусу генерала П. А. Бєлова і 173-ї стрілецької дивізії вони вимушені були відступити до селища Мордвес. На початку грудня 1941 року в результаті Тульської наступальної операції німецькі війська були відкинуті від Кашири.

### Друга половина XX століття
В 1963 році в склад Кашири ввійшло місто Новокаширськ. В результаті розвитку міста в 1950—1970-х рр. виділились 4 відокремлених райони: Стара Кашира (Кашира-1), станція Кашира, Кашира-2 і «мікрорайон» він же «дідів бугор» (Кашира-3)

### Архітектурні пам'ятки

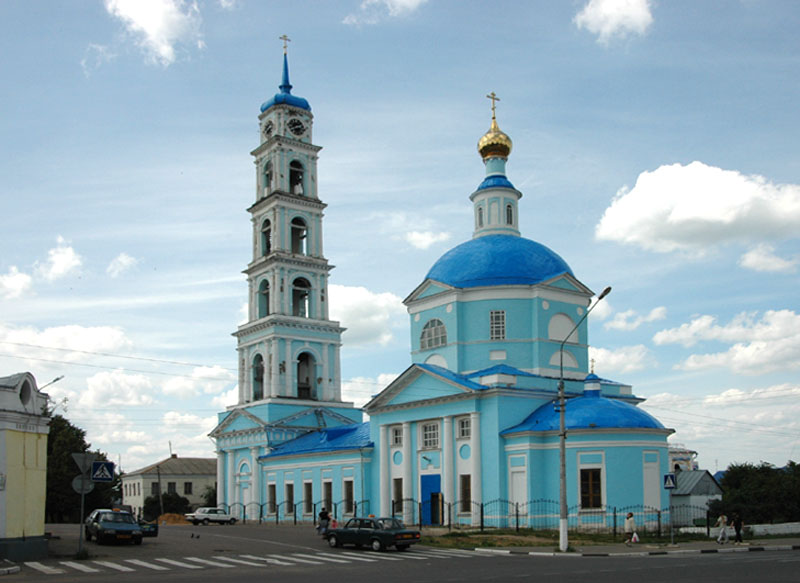
Церква Введенія

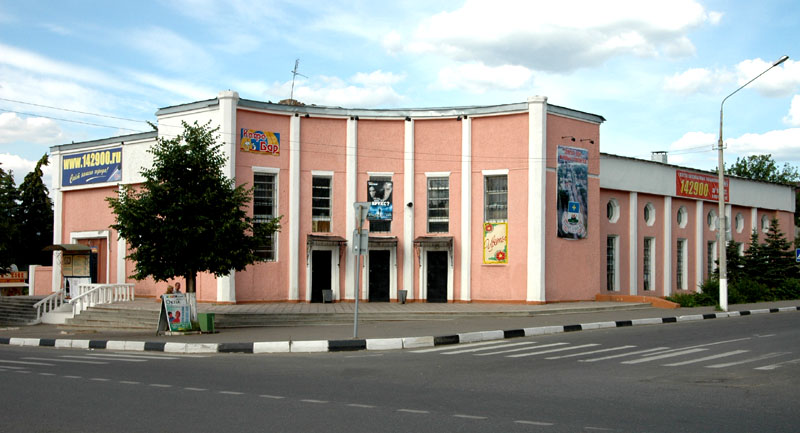
Кінотеатр на Радянській вулиці

- Присутственные места (кінець XVIII ст.).
- Церква Введення в храм Пресвятої Богородиці (1802—1817).
- Церква Ніколи Ратного (Троїцька) (1815).
- Церква Микити в Александровському-Нікітському монастирі (1823—1855).
- Церква Вознесіння (1826—1842).
- Успенський собор (1829—1842).
- Преображенський собор Александровського-Нікітського монастиря (1889—1894), арх. В. О. Грудзін.
- Міське училище (поч. 1910-х рр.), модерн з елементами романського стилю.
- Кінотеатр (1930—1931), конструктивізм.

В місті збереглась житлова забудова одно-двоповерхових будинків XIX ст. в стилі класицизм з елементами псевдо-російського стилю, а також дерев'яні будинки кінця XIX — початку XX ст. У колишніх Нікітській і Рибній слободах (район Первомайської вул.) збереглось древньоруське ландшафтне міське планування.

### Пам'ятник археології
Старше Каширське городище — одне з найдревніших городищ дяковської культури (7 — 4 століття до н. е.) з круглими землянками.

## Промисловість
Головні підприємства — Каширська ГРЕС, типографія АіБ і макаронна фабрика «Байсад»; заводи: суднобудівний, металоконструкцій (обладнання для електростанцій), сільськогосподарських машин, «Центроліт» (алюміневе і чугунне лиття, механообробка), гідромеханічний, меблевий (Каширамебель), хлібний (Каширахліб), борошномельний. Комбінат картонно-паперових виробів (Гофрон). Виробництво цегли, гофротари. ТзОВ «Фріто-Лей Мануфактуринг» (Pepsico inc, виробництво чипсів і сухариків торгових марок Lay's, Cheetos, Xpycteam), компанія «Русь-алко». Компанія Kariguz (виробництво пухових подушок і ковдр).

## Транспорт
Міський транспорт представлений автобусами великої вмістимості і маршрутними таксі. Працює 3 міських маршрути:
- 1 — вул. Вахрушева — стара Кашира (кільцевий, через стару Каширу)
- 3 — вул. Вахрушева — стара Кашира (кільцевий, через мікрорайон)
- 4 — вул. Вахрушева — Центроліт

## Освіта і культура
3 музичні школи, філія Московського державного університету приборобудування та інформатики, філія Міжнародної академії підприємництва, філія Російського державного гуманітарного університету; філія Російського державного університету ім. Катерини Великої; філія Сучасної гуманітарної академії; два освітніх центри з вивчення іноземних мов: «Кредо» і «Едванс»; краєзнавчий музей. 4 стадіони, палац спорту «Ювілейний».
Спортклуб «Кашира», Каширський молодіжний центр, Дитячо-юнацький центр, Дитячий екологобіологічний центр і його філія.

## Кашира в кінематографії
- До мене, Мухтар!
- З днем народження!
- Глухомань
- Осінні весілля
- Серце капітана Немова

## Відомі люди

### В місті народились
- Щукін Борис Васильович (1894—1939) — актор театра і кіно, народний артист СРСР (1936).